# تونی اردمان
تونی اردمان (به آلمانی: Toni Erdmann) فیلمی به کارگردانی مارن آده محصول ۲۰۱۶ آست. این فیلم در بخش مسابقه اصلی جشنواره فیلم کن ۲۰۱۶ نمایش داده شد. تونی اردمن با استقبال منتقدان رو به رو شد و از تحسین شده‌ترین فیلمهای سال ۲۰۱۶ می‌باشد. این فیلم نماینده سینمای آلمان در هشتاد و نهمین دوره جوایز اسکار بود اما این جایزه در نهایت به فروشنده ساخته اصغر فرهادی تعلق گرفت. تونی اردمن همچنان نامزد جایزه بهترین فیلم خارجی زبان در گلدن گلوب سال ۲۰۱۷ بود اما این جایزه را هم به فیلم «او» باخت.

## بازیگران
- پیتر زیمونیشک در نقش وینفرید کنرادی / تونی اردمن
- زاندرا هولر در نقش اینس کنرادی
- تریستان پوتر
- اینگرید بیسو
- الکساندرو پاپودوپُل